# Okręg Istres
Okręg Istres (fr. Arrondissement d’Istres) – okręg w południowo-wschodniej Francji. Populacja wynosi 307 tysięcy.

## Podział administracyjny
W skład okręgu wchodzą następujące kantony:
- Berre-l'Étang,
- Châteauneuf-Côte-Bleue,
- Istres-Nord,
- Istres-Sud,
- Marignane,
- Martigues-Est,
- Martigues-Ouest,
- Vitrolles.